# Ablemma girinumu
Ablemma girinumu là một loài nhện trong họ Tetrablemmidae.
Loài này thuộc chi Ablemma. Ablemma girinumu được Lehtinen miêu tả năm 1981.